# Potpeće (miasto Užice)
Potpeće (cyr. Потпеће) – wieś w Serbii, w okręgu zlatiborskim, w mieście Užice. W 2011 roku liczyła 483 mieszkańców.